# Gradele militare comparate din cel de-al Doilea Război Mondial
Tabelul de mai jos conține tabelul comparativ al gradelor ofițerilor ale principalelor țări din timpul celui de-al Doilea Război Mondial.

Pentru facilitatea comparației s-au introdus la începutul tabelului denumirile în prezent din Armata Română
Cod de culori:
Marina
Armata terestră
Forțele aeriene
Waffen-SS/Allgemeine SS
Grad simbolic, nefiind specific niciunei armate(terestre, marinei sau aeriene
Persoană sau persoane reprezentative care au purtat acest rang
| Cod NATO                                                                                           | Steagul României                                                            | Steagul Regatelor unite | Steagul SUA                                                                | Steagul URSS | Flag of the Republic of China                              | Flag of the Empire of Japan | Flag of Poland                      | Flag of Greece                                                                                      | Swastika flag of the Third Reich                                          | Flag of the Kingdom of Italy                                               | Free French Flag                                                                      | Yugoslav Partisan Flag                                  |
| Cod NATO                                                                                           | România                                                                     | Commonwealth | SUA                                                                        | URSS | China                                                      | Japonia | Polonia                             | Grecia                                                                                              | Germania                                                                  | Italia                                                                     | Franța                                                                                | Partizanii iugoslavi                                    |
| -------------------------------------------------------------------------------------------------- | --------------------------------------------------------------------------- | --- | -------------------------------------------------------------------------- | --- | ---------------------------------------------------------- | --- | ----------------------------------- | --------------------------------------------------------------------------------------------------- | ------------------------------------------------------------------------- | -------------------------------------------------------------------------- | ------------------------------------------------------------------------------------- | ------------------------------------------------------- |
| |                                                                             | |                                                                            | Generalissim al Uniunii Sovietice (din iunie 1945) Iosif Stalin                                                             | 大元帥 T'e-chi Shang-chiang (Generalissim) Chiang Kai-Shek | 大元帥 Dai-Gensui(Mare Mareșal) Hirohito |                                     | |                                                                           | Primo Maresciallo dell'Impero Victor Emanuel Benito Mussolini              |                                                                                       |                                                         |
| |                                                                             | | Admiral of the Navy General of the Armies                                  | Mareșal al Uniunii Sovietice Jukov Rokosovski                                                                               |                                                            | | Marszałek Polski Rydz-Śmigły        | | Reichsmarschall des Großdeutschen Reiches ("ReichMareșal") Hermann Göring |                                                                            | Maréchal de France Amiral de France                                                   | Maršal Jugoslavije (Маршал Југославије) Iosip Broz Tito |
| |                                                                             | |                                                                            | |                                                            | |                                     | | Reichsführer-SS Heinrich Himmler                                          |                                                                            |                                                                                       |                                                         |
| OF-10                                                                                              | Mareșal Ion Antonescu                                                       | Admiral of the Fleet (Amiral de Flotă) Field Marshal (Mareșal) Marshal of the Royal Air Force Andrew Cunningham Bernard Montgomery Hugh Dowding | Fleet Admiral General of the Army Nimitz MacArthur Dwight David Eisenhower | Chief Marshal | 一級上將 I-chi Shang-chiang (General de rang 1)            | | -                                   | Αρχιναύαρχος (Amiral de Flotă) Στρατάρχης (Mareșal) Αιθεράρχης (Marshal of the Air Force) George II | Großadmiral Generalfeldmarschall SS-Volksmarschall                        | Grand'Ammiraglio Maresciallo d'Italia Maresciallo dell'Aria                | Amiral de la flotte                                                                   | General armije (Генерал армије)                         |
| |                                                                             | Admiral of the Fleet (Amiral de Flotă) Field Marshal (Mareșal) Marshal of the Royal Air Force Andrew Cunningham Bernard Montgomery Hugh Dowding | Fleet Admiral General of the Army Nimitz MacArthur Dwight David Eisenhower | Адмирал флота (Admiral of the Fleet) Генерал армии (General of the Army) Маршал (Mareșal)gAdmiral General Air Chief Marshal |                                                            | | -                                   | Αρχιναύαρχος (Amiral de Flotă) Στρατάρχης (Mareșal) Αιθεράρχης (Marshal of the Air Force) George II | Großadmiral Generalfeldmarschall SS-Volksmarschall                        | Grand'Ammiraglio Maresciallo d'Italia Maresciallo dell'Aria                | Amiral de la flotte                                                                   | General armije (Генерал армије)                         |
| OF-9                                                                                               | Amiral General                                                              | Admiral General | Admiral General                                                            | Адмирал (Admiral) General-Colonel                                                                                           | 二級上將 Ehr-chi Shang-chiang (General 2nd Class)          | 海軍大将 Kaigun-Taisshō (Amiral) 陸軍大将 Rikugun-Taishō (General)                                                                                    | Admirał Generał broni               | Ναύαρχος (Admiral) Στρατηγός (General) Πτέραρχος (Air Chief Marshal)                                | Generaladmiral Generaloberst Oberstgruppenführer                          | Ammiraglio d'Armata Generale d'Armata Generale d'Armata Aerea              | Général d'armée Amiral Général d'armée aérienne                                       | General-pukovnik (Генерал-пуковник)                     |
| OF-8                                                                                               | Viceamiral General-locotenent                                               | Vice-Admiral Lieutenant-General Air Marshal | Vice Admiral Lieutenant General                                            | Vice-Admiral General-Lieutenant                                                                                             | 中將 Chung-chiang (general-locotenent)                     | 海軍中将 Kaigun-Chūjō (Viceamiral) 陸軍中将 Rikugun-Chūjō (General-locotenent)                                                                        | Wiceadmirał Generał dywizji         | Αντιναύαρχος (Vice-Admiral) Αντιστράτηγος (Lieutenant General) Αντιπτέραρχος (Air Marshal)          | Admiral General Obergruppenführer                                         | Ammiraglio di Squadra Generale di Corpo d'Armata Generale di Squadra Aerea | Général de corps d'armée Vice-amiral d'escadre Général de corps d'armée aérienne      | General-lajtnant (Генерал-лајтнант)                     |
| |                                                                             | Vice-Admiral Lieutenant-General Air Marshal | Vice Admiral Lieutenant General                                            | Vice-Admiral General-Lieutenant                                                                                             | 中將 Chung-chiang (general-locotenent)                     | 海軍中将 Kaigun-Chūjō (Viceamiral) 陸軍中将 Rikugun-Chūjō (General-locotenent)                                                                        | Wiceadmirał Generał dywizji         | Αντιναύαρχος (Vice-Admiral) Αντιστράτηγος (Lieutenant General) Αντιπτέραρχος (Air Marshal)          | Admiral General Obergruppenführer                                         | Ammiraglio di Squadra Generale di Corpo d'Armata Generale di Squadra Aerea | Vice-amiral                                                                           | General-lajtnant (Генерал-лајтнант)                     |
| OF-7                                                                                               | Contraamiral General-maior                                                  | Rear-Admiral Major-General Air Vice-Marshal | Rear Admiral Major General                                                 | Ко́нтр-адмира́л (Counter-Admiral) Генера́л-майо́р (General-Major)                                                               | 少將 Shao-chiang (general maior)                           | 海軍少将 Kaigun-Shōshō (Contraamiral) 陸軍少将 Rikugun-Shōshō (General-maior)                                                                         | Kontradmirał Generał brygady        | Υποναύαρχος (Rear Admiral) Υποστράτηγος (Major General) Υποπτέραρχος (Air Vice-Marshal)             | Vizeadmiral Generalleutnant Gruppenführer                                 | Ammiraglio di Divisione Generale di Divisione Generale di Divisione Aerea  | Général de division Contre-amiral Général de division aérienne                        | General-major (Генерал-мајор)                           |
| OF-6                                                                                               | Contraamiral de flotilă General de brigadă General de flotilă aeriană       | Commodore Brigadier Air Commodore | Commodore Brigadier General                                                | - | -                                                          | - | -                                   | -                                                                                                   | Konteradmiral Generalmajor Brigadeführer                                  | Contrammiraglio Generale di Brigata Generale di Brigata Aerea              | Général de brigade capitaine de vaisseau chef de division Général de brigade aérienne | -                                                       |
| | Colonel cu stea Comodor                                                     | Commodore Brigadier Air Commodore | Commodore Brigadier General                                                | - | -                                                          | - |                                     | -                                                                                                   | Kommodore Oberführer Karl Dönitz                                          | Contrammiraglio Generale di Brigata Generale di Brigata Aerea              | Général de brigade capitaine de vaisseau chef de division Général de brigade aérienne | -                                                       |
| OF-5                                                                                               | Comandor (Căpitan de rangul I) Colonel Comandor                             | Captain Colonel Group Captain | Captain Colonel                                                            | Капита́н 1-го ра́нга (Căpitan de rang 1) Полко́вник (Polkovnik)                                                                | 上校 Shang-hsiao (Colonel)                                 | 海軍大佐 Kaigun-Daisa (Comandor) 陸軍大佐 Rikugun-Taisa (colonel)                                                                                     | Komandor Pułkownik                  | Πλοίαρχος (Captain) Συνταγματάρχης (Colonel) Σμήναρχος (Group Captain)                              | Kapitän zur See Oberst Standartenführer                                   | Capitano di Vascello Colonnello                                            | Colonel capitaine de vaisseau Colonel                                                 | Pukovnik (Пуковник)                                     |
| OF-4                                                                                               | Căpitan-comandor (Căpitan de rangul II) Locotenent-colonel Căpitan-comandor | Commander Lieutenant-Colonel Wing Commander | Commander Lieutenant Colonel                                               | Капита́н 2-го ра́нга (Cpt. de rang 2) Подполко́вник (Podpolkovnik)                                                             | 中校 Chung-hsiao (lt. colonel)                             | 海軍中佐 Kaigun-Chūsa (Căpitan-comandor) 陸軍中佐 Rikugun-Chūsa(Lt-colonel)                                                                           | Komandor porucznik Podpułkownik     | Αντιπλοίαρχος (Commander) Αντισυνταγματάρχης (Lt. colonel) Αντισμήναρχος (Wing Commander)           | Fregattenkapitän Oberstleutnant Obersturmbannführer                       | Capitano di Fregata Tenente Colonnello                                     | Lieutenant-colonel capitaine de frégate Lieutenant-colonel                            | Potpukovnik (Потпуковник)                               |
| OF-3                                                                                               | Locotenent-comandor (Căpitan de rangul III) Maior Locotenent-comandor       | Lieutenant-Commander Major Squadron Leader | Lieutenant Commander Major                                                 | Капита́н 3-го ра́нга (cpt. de rang 3) Майо́р (Maior)                                                                           | 少校 Shao-hsiao (maior)                                    | 海軍少佐 Kaigun-Shōsa (Locotenant-comandor) 陸軍少佐 Rikugun-Shōsa (maior)                                                                            | Komandor podporucznik Major         | Πλωτάρχης (Lieutenant Commander) Ταγματάρχης (Major) Επισμηναγός (șef de escadrilă)                 | Korvettenkapitän Major Sturmbannführer                                    | Capitano di Corvetta Maggiore                                              | Commandant capitaine de corvette Commandant                                           | Major (Мајор)                                           |
| OF-2                                                                                               | Căpitan (Căpitan-locotenant) Căpitan                                        | Lieutenant Captain Flight Lieutenant | Lieutenant Captain                                                         | Капита́н-лейтена́нт (Căpitan-locotenent) Капита́н (căpitan)                                                                    | 上尉 Shang-wei (căpitan)                                   | 海軍大尉 Kaigun-Daii (Căpitan-locotenant)海軍特務大尉 Kaigun-Tokumu-Daii (Maistru Căpitan-locotenent) 陸軍大尉 Rikugun-Taii(Căpitan)                  | Kapitan marynarki Kapitan           | Υποπλοίαρχος (Lieutenant) Λοχαγός (căpitan) Σμηναγός (Flight Lieutenant)                            | Kapitänleutnant, "Kaleun" Hauptmann Hauptsturmführer                      | Primo Capitano                                                             | Capitaine Lieutenant de vaisseau Capitaine                                            | Kapetan (Капетaн)                                       |
| |                                                                             | Lieutenant Captain Flight Lieutenant | Lieutenant Captain                                                         | Капита́н-лейтена́нт (Căpitan-locotenent) Капита́н (căpitan)                                                                    | 上尉 Shang-wei (căpitan)                                   | 海軍大尉 Kaigun-Daii (Căpitan-locotenant)海軍特務大尉 Kaigun-Tokumu-Daii (Maistru Căpitan-locotenent) 陸軍大尉 Rikugun-Taii(Căpitan)                  | Tenente di Vascello Capitano        | Υποπλοίαρχος (Lieutenant) Λοχαγός (căpitan) Σμηναγός (Flight Lieutenant)                            | Kapitänleutnant, "Kaleun" Hauptmann Hauptsturmführer                      |                                                                            | Capitaine Lieutenant de vaisseau Capitaine                                            | Kapetan (Капетaн)                                       |
| OF-1                                                                                               | Locotenent                                                                  | Sub-Lieutenant Lieutenant Flying Officer | Lieutenant Junior Grade First Lieutenant                                   | Ста́рший лейтена́нт (Lt. major) Ста́рший лейтена́нт (Lt. major)                                                                 | 中尉 Chung-wei (locotenent)                                | 海軍中尉 Kaigun-Chūi (Locotenent de marină)海軍特務中尉 Kaigun-Tokumu-Chūi (Maistru locotenent de marină) 陸軍中尉 Rikugun-Chūi(Locotenant)           | Porucznik marynarki Porucznik       | Ανθυποπλοίαρχος (Sub-Lieutenant) Υπολοχαγός (Locotenent) Υποσμηναγός (Flying Officer)               | Oberleutnant zur See Oberleutnant Obersturmführer                         | Sottotenente di Vascello Primo Tenente                                     | Lieutenant Enseigne de vaisseau de 1re classe locotenent                              | Poručnik (Пοручник)                                     |
| OF-1                                                                                               | Sublocotenent Aspirant                                                      | Commissioned Warrant Officer (Maistru militar principal) Second Lieutenant Pilot Officer                                                        | Ensign Second Lieutenant                                                   | Лейтена́нт (locotenent) Лейтена́нт (Locotenent)                                                                               | 少尉 Shao-wei (sublocotenent)                              | 海軍少尉 Kaigun-Shōi (Sublocotenent de marină)海軍特務少尉 Kaigun-Tokumu-Shōi (Maistru Sublocotenent de marină) 陸軍少尉 Rikugun-Shōi (Sublocotenent) | Podporucznik marynarki Podporucznik | Σημαιοφόρος (Ensign) Ανθυπολοχαγός (sublocotenent) Ανθυποσμηναγός (Pilot Officer)                   | Leutnant zur See locotenent Untersturmführer                              | Guardiamarina Tenente                                                      | Sous-lieutenant Enseigne de vaisseau de 2nde classe Sous-lieutenant                   | Potporučnik (Потпоручник)                               |
| |                                                                             | Warrant Officer (Maistru militar) | Chief Warrant Officer (Maistru militar principal)                          | Мла́дший лейтена́нт (sublocotenent)                                                                                           | 准尉 Chun-wei (ofițer subaltern)                           | 海軍少尉候補生 Shōi-kōhosei (Aspirant)海軍予備学生 Kaigun-yobi-gakusei (Student ofițer)見習士官 Minarai-shikan (Ofițer subaltern)                     | Chorąży marynarki Chorąży           | Σημαιοφόρος (Ensign) Ανθυπολοχαγός (sublocotenent) Ανθυποσμηναγός (Pilot Officer)                   | Leutnant zur See locotenent Untersturmführer                              | Sottotenente                                                               | Aspirant                                                                              | Potporučnik (Потпоручник)                               |
| Warrant Officer (Maistru militar)Warrant Officer (Maistru militar) Flight Officer (Ofițer de zbor) | 海軍兵曹長 Heisōchō (Maistru militar) 准尉 Jun-i (Adjutant)                 | Warrant Officer (Maistru militar) |                                                                            | Мла́дший лейтена́нт (sublocotenent)                                                                                           | 准尉 Chun-wei (ofițer subaltern)                           | | Chorąży marynarki Chorąży           | Σημαιοφόρος (Ensign) Ανθυπολοχαγός (sublocotenent) Ανθυποσμηναγός (Pilot Officer)                   | Leutnant zur See locotenent Untersturmführer                              | Sottotenente                                                               | Aspirant                                                                              | Potporučnik (Потпоручник)                               |
| Cod NATO                                                                                           | Steagul României                                                            | Steagul Regatelor unite | Steagul SUA                                                                | Steagul URSS | Flag of the Republic of China                              | Flag of the Empire of Japan | Flag of Poland                      | Flag of Greece                                                                                      | Swastika flag of the Third Reich                                          | Flag of the Kingdom of Italy                                               | Free French Flag                                                                      | Yugoslav Partisan Flag                                  |
| Cod NATO                                                                                           | România                                                                     | Commonwealth | SUA                                                                        | URSS | China                                                      | Japonia | Polonia                             | Grecia                                                                                              | Germania                                                                  | Italia                                                                     | Franța                                                                                | Partizanii iugoslavi                                    |